# Редкодуб (Ростовская область)
Редкоду́б — хутор в Миллеровском районе Ростовской области.
Входит в состав Первомайского сельского поселения.

## География
Хутор находится к югу от автодороги Миллерово — Криворожье, на расстоянии 10 км к юго-востоку от города Миллерово, административного центра района.

## Население
| 2010 |
| ---- |
| 94   |

## Улицы
В селе имеются две улицы: Производственная и Созвучная.